# 普里揚卡·甘地
普里揚卡·甘地（英文：Priyanka Gandhi，1972年1月12日—）是一個印度政治人物，尼赫魯-甘地家族的一分子。她是前印度總理拉吉夫·甘地、印度國民大會黨主席索尼婭·甘地之女，印度國會議員拉胡爾·甘地之妹。2019年2月起正式參政。

## 早年生活
普里揚卡·甘地在印度德里出生。在8歲時叔叔桑賈伊·甘地死於空難，12歲時，祖母英迪拉·甘地被行刺身亡，19歲時父親拉吉夫·甘地被行刺身亡。她在新德里的Modern School、德里的耶穌和瑪麗女修道院（Convent of Jesus and Mary）讀書，後在德里大學心理學系畢業。
1997年她與印度商人羅伯特·瓦德拉（Robert Vadra）結婚，他們育有一子一女。普里揚卡遵循佛教哲學，跟隨葛茵卡 （S. N. Goenka）修習內觀。
普里揚卡長期多次宣稱不參與政治，直到2019年才接受擔任國大黨北方邦秘書長。2022年帶領國大黨參加北方邦議會選舉，但未能取勝。